# 雪暴

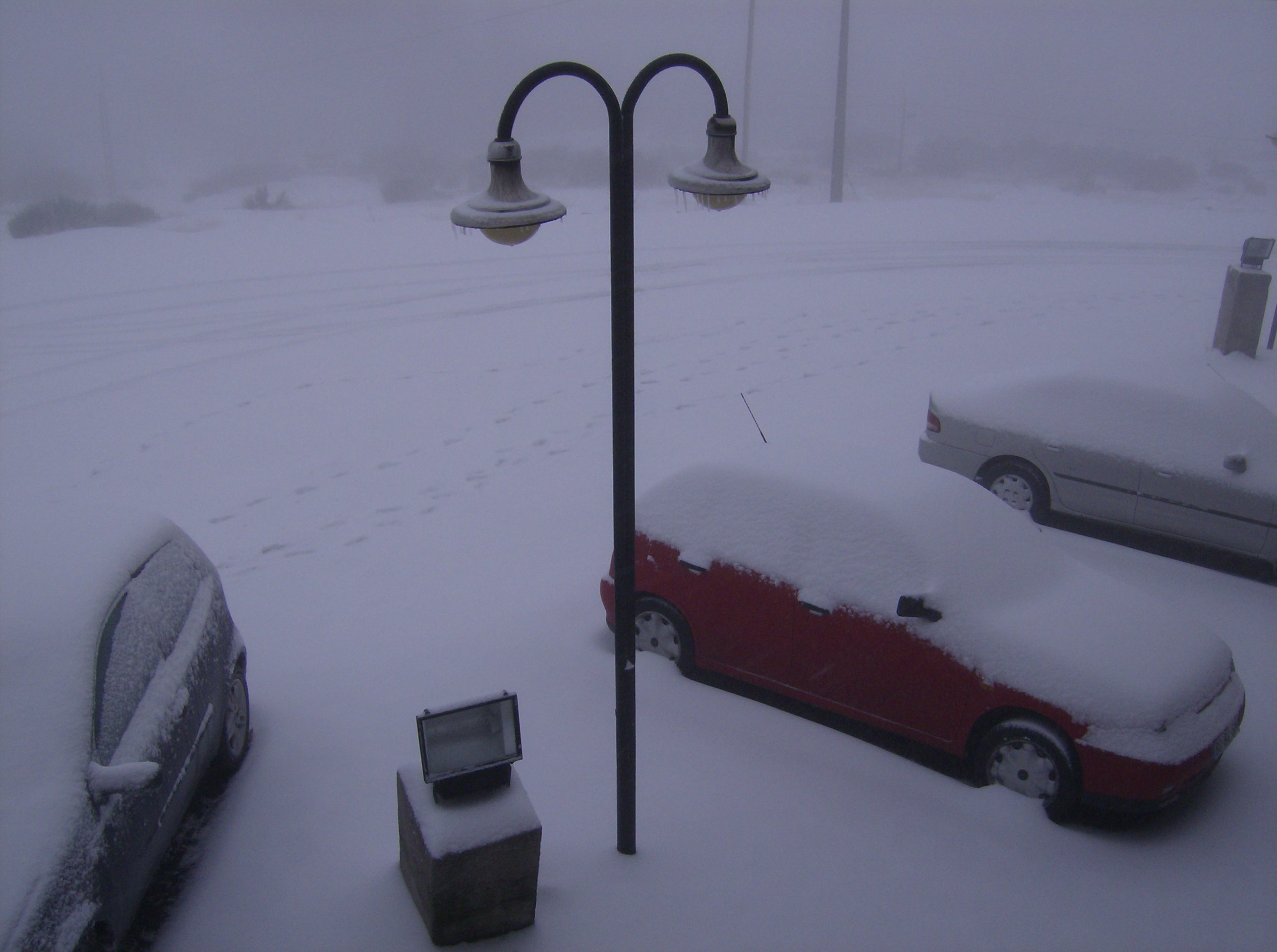
葡萄牙埃什特雷拉山脈的一场暴风雪

雪暴（英語：Blizzard），又稱暴风雪、飞雪、豪雪，是-5℃以下大降水量天气的统称，且伴有强烈的冷空气气流。
雪暴的形成类似于与暴风雨相似。在冬天，当云中的温度变得很低时，使云中的小水滴结冻。当这些结冻的小水滴撞到其他的小水滴时，这些小水滴就变成了雪。当它们变成雪之后，它们会继续与其他小水滴或雪相撞。当这些雪变得太大时，它们就会往下落。大多数雪是无害的，但当风速达到每小时56千米，温度降到-5℃以下，并有大量的雪时，雪暴就會形成。